# Oragua furva
Oragua furva är en insektsart som beskrevs av Young 1977. Oragua furva ingår i släktet Oragua och familjen dvärgstritar. Inga underarter finns listade i Catalogue of Life.